# Carlos Oyarzún Guiñez
Carlos Iván Oyarzún Guiñez (26 d'octubre del 1981) és un ciclista xilè professional des del 2008. Ha guanyat diferents medalles tant als Jocs Panamericans, com als Campionats Panamericans.
El 2011 va ser el primer xilè que participava en el Giro d'Itàlia.
El 2015 es va anunciar que havia donat positiu en un control abans de la disputa del Jocs Panamericans. Va ser retirat de l'equip a l'espera de la sanció.

## Palmarès
- 2007
  - 1r a la Santikutz Klasika
- 2008
  - 1r al Tour de Belize i vencedor d'una etapa
- 2009
  - 1r a la Volta a les comarques de Lugo
  - 1r a la Volta a Toledo i vencedor d'una etapa
  - 1r a la Volta a Salamanca
  - Vencedor d'una etapa a la Volta a Galícia
- 2010
  - Campió Panamericà en ruta
  - 1r a la Volta a les comarques de Lugo i vencedor de 2 etapes
  - Vencedor d'una etapa al Circuito Montañés
- 2012
  -  Campió de Xile en ruta
  -  Campió de Xile en contrarellotge
  - 1r a la Volta a la província de València i vencedor d'una etapa
- 2013
  - Campió Panamericà en contrarellotge
- 2015
  - Campió Panamericà en contrarellotge
  - 1r a la Volta a l'Uruguai i vencedor d'una etapa
  - Vencedor d'una etapa al Volta a Rio Grande do Sul

### Resultats al Giro d'Itàlia
- 2011. 112è de la classificació general